# كأس تونس 2023–24

كأس تونس 2023-24 (كأس تونس أو كأس الهادي شاكر ) هي النسخة الحادية والتسعين من منافسات كأس تونس لكرة القدم. وتمَّ تنظيم المسابقة من الجامعة التونسية لكرة القدم وهي مفتوحة لجميع الأندية في تونس.

## الدور ربع النهائي
أقيمت قرعة ربع النهائي في 30 يناير 2023 (بعد دور الـ 32 ودور الـ16).
| الأحد 26 فبراير 2023  | الأحد 26 فبراير 2023    | الأحد 26 فبراير 2023 | الأحد 26 فبراير 2023 | الأحد 26 فبراير 2023               | الأحد 26 فبراير 2023 | الأحد 26 فبراير 2023 | الأحد 26 فبراير 2023 | الأحد 26 فبراير 2023 |
| --------------------- | ----------------------- | -------------------- | -------------------- | ---------------------------------- | -------------------- | -------------------- | -------------------- | -------------------- |
| 13:32                 | الاتحاد المنستيري       | :                    | النادي الإفريقي      | ربع النهائي ملعب مصطفى بن جنات     |                      |                      |                      |                      |
|                       | النجم الساحلي           | :                    | الملعب التونسي       | ربع النهائي ملعب بوعلي الحوار      |                      |                      |                      |                      |
| 13:36                 | الأولمبي الباجي         | :                    | مستقبل المرسى        | ربع النهائي                        |                      |                      |                      |                      |
| الأربعاء 5 أبريل 2023 |                         |                      |                      |                                    |                      |                      |                      |                      |
| 13:31                 | النادي الرياضي البنزرتي | 0:1                  | سبورتينغ بن عروس     | ربع النهائي مقدمة من يوم: 5/3/2023 |                      |                      |                      |                      |